# Ernst Althin
Ernst Althin, född den 17 september 1868 i Karlskrona, död den 23 mars 1936, var en svensk präst. 
Efter studier i Karlskrona blev Althin höstterminen 1887 student vid Uppsala universitet, där han tillhörde Södermanlands-Nerikes nation. Han avlade filosofie kandidatexamen 1890, teoretisk teologisk examen 1893, praktisk teologisk examen 1894, varefter han samma år prästvigdes för Uppsala ärkestift. Althin tjänstgjorde som vice pastor i Jakob och Johannes församling i Stockholm 1895–1907 och var samtidigt extralärare vid Nya elementarskolan 1895–1899 samt predikant vid Rosenlunds ålderdomshem 1897–1903. Han blev regementspastor vid Livgardet till häst 1903 samt kyrkoherde i Glemminge och Tosterup 1907. Althin erhöll rätt att övergå till Lunds stift 1912.
Ernst Althin var son till prästen Carl Joh. Althin och Léonie Ehrenborg. Han var bror till Caleb Althin. Ernst Althin var gift första gången med Amalia Schultz och andra gången med Sophia Edelstam. I första giftet var han far till Torsten och i det andra till Carl-Axel Althin. Althin avled på Ystads lasarett efter en bilolycka och är gravsatt på Glemminge gamla kyrkogård.